# 金沢学院大学附属中学校・高等学校
金沢学院大学附属中学校・高等学校（かなざわがくいんだいがくふぞくちゅうがっこう・こうとうがっこう、英: Kanazawa Gakuin University Junior and Senior High School）は、石川県金沢市末町にある、学校法人金沢学院大学（北國新聞グループに所属）が設置する私立中学校・高等学校。かつての校名で1993年から2016年まで使用された東高校の通称で呼ばれることもある。

## 概要
金沢市中心部より南東部の丘陵地に位置する。同じ設置者が運営する、金沢学院大学・金沢学院短期大学とともに校地を置く。2022年（令和4年）、金沢学院大学附属中学校を新設し、併設型中高一貫教育を開始した。

## 設置学科・コース
金沢学院大学附属高等学校
- 普通科（下記の4コースを設置している[1]）
  - 特別進学コース
  - 総合進学コース
  - スポーツコース
  - 芸術デザインコース

金沢学院大学附属中学校
次の2コースを設置している。
- 特進コース
- 総合コース

## 沿革

### 経緯
開校以来長らく金沢女子短期大学、金沢女子大学の附属女子高校であったが、系列上位校の男女共学化に伴い、大学に先行して共学化された（共学第1期生徒数：804人）。

### 年表
- 1952年（昭和27年）4月 - 女子高の金沢女子短期大学高等学校として金沢市出羽町に開校。
- 1981年（昭和56年）3月 - 金沢市出羽町から同市末町へ総合移転、跡地には石川県立美術館が移設。
- 1987年（昭和62年）4月 - 金沢女子短期大学高等学校を金沢女子大学附属高等学校に名称変更。
- 1993年（平成05年）4月 - 男女共学とし、金沢女子大学附属金沢東高等学校に名称変更。
- 1994年（平成06年）7月 - 金沢市銚子町に高校専用野球グラウンド完成。
- 1995年（平成07年）4月 - 金沢学院大学附属金沢東高等学校に名称変更。
- 2004年（平成16年）4月 - 清鐘寮（運動部用男女各1棟）開寮。
- 2005年（平成17年）4月 - 金沢学院東高等学校に名称変更。
- 2008年（平成20年）8月 - 新校舎にて授業開始。
- 2009年（平成21年）
  - 3月 - 新校舎竣工。
  - 4月 - 新校舎完成記念式典。
- 2011年（平成23年）4月 - 香林坊ラモーダ9階に「香林坊教室」開設。
- 2016年（平成28年）4月 - 金沢学院高等学校に名称変更。
- 2020年（令和02年）7月 - 金沢市辰巳町に金沢学院グリーンフィールドII（高校総合グラウンド）完成。
- 2021年（令和03年）4月 - 金沢学院大学附属高等学校に名称変更[3]。
- 2022年（令和04年）4月 - 金沢学院大学附属中学校を併設。
- 2023年（令和05年）3月 - 金沢市末町、辰巳町に金沢学院グリーンフィールドIII（高校第2総合グラウンド）完成[4]。

## 教育理念
- 創造

1. ふるさとを愛し、地域社会に貢献する
2. 良識を培い、礼節を重んずる
3. 社会の要請に応え、構想する力、実践する力を育む

## 校歌
- 女子高時代の校歌の作詞者は釈迢空（折口信夫）
- 現在の校歌の作詞者は柳澤良一、作曲者は池辺晋一郎
- 以前の校歌の作詞者は佐々木守、作曲者は沢田知可子）

（一説には、女子高時代の学生たちによるバージョンと沢田自身のバージョンが存在する）
- 学園歌・応援歌もあるが、これらは同学園教師が作ったもの（学園歌の作曲者は乙田修三）

## 部活動
共学化以降、運動部の強化が図られている。現在トランポリン部や相撲部が全国レベルの強豪校になっている。
1994年（平成6年）の野球部創部時には、同県の高校野球強豪校である金沢高校の当時野球部監督であった樺木義則を同校監督に招聘した。樺木退任後の野球部は準優勝に1回、ベスト4に2回、ベスト8に4回進出するも、まだ優勝経験はない。
- 陸上競技、卓球、バスケットボール、剣道、弓道、ソフトテニス、テニス、バレーボール、水泳、相撲、サッカー、ウエイトリフティング、トランポリン、ゴルフ、野球、ラグビー、ソフトボール、バドミントン、柔道、和太鼓、軽音楽、吹奏楽、JRC、茶道、ダンス、美術、放送、料理、パソコン、金沢学院ラーニング

## 所在地
〒920-1393 石川県金沢市末町10番地

## アクセス
- 金沢駅東口より北鉄金沢バス「金沢学院大学附属中学校・高校」停留所

## 著名な出身者

### 相撲
- 能登櫻和也
- 栃乃里隆光
- 遠藤聖大
- 大翔丸翔伍
- 髙立直哉
- 豊山亮太
- 炎鵬友哉
- 一意虎風

### トランポリン
- 伊藤正樹
- 森ひかる（東京都立足立新田高等学校から転入）

### その他
- 松田翔太 (野球)
- 松本薫 (柔道)
- 野村直矢 (プロレスラー)

## 著名な教職員
- 松田章一 - 元校長、劇作家
- 金森栄治 - 2014年4月から3年契約で硬式野球部監督
- 北一真 - 2016年4月からサッカー部監督[6]